# Javier Grbec
Javier Antonio Grbec (Hurlingham, Provincia de Buenos Aires, Argentina, 24 de marzo de 1986). Es un futbolista argentino retirado. Su último equipo fue el Club Atlético Mitre, en el año 2018.

## Clubes
| Club              | País      | Año         |
| ----------------- | --------- | ----------- |
| Liniers           | Argentina | 2003 - 2004 |
| Deportivo Morón   | Argentina | 2005 - 2007 |
| Drava Ptuj        | Eslovenia | 2007 - 2008 |
| Aluminij          | Eslovenia | 2009        |
| Deportivo Morón   | Argentina | 2009        |
| Brown de Adrogué  | Argentina | 2010 - 2011 |
| Quilmes           | Argentina | 2011 - 2012 |
| Unión San Felipe  | Chile     | 2012        |
| Ñublense          | Chile     | 2013        |
| Manta Futbol Club | Ecuador   | 2014        |
| Temperley         | Argentina | 2014 - 2015 |
| Cobresal          | Chile     | 2016        |
| Brown de Adrogué  | Argentina | 2016 - 2017 |
| CA Mitre          | Argentina | 2017 - 2018 |

### Estadísticas
| Equipo              | Div.  | Temporada | Liga     | Liga  | Copa Nacional | Copa Nacional | Copa Internacional | Copa Internacional | Total    | Total |
| Equipo              | Div.  | Temporada | Partidos | Goles | Partidos      | Goles         | Partidos           | Goles              | Partidos | Goles |
| Temperley Argentina |       |           |          |       |               |               |                    |                    |          |       |
| 2ª                  | 2014  | 15        | 4        | -     | -             | -             | -                  | 15                 | 4        |       |
| 1ª                  | 2015  | 23        | 4        | 1     | 1             | -             | -                  | 24                 | 5        |       |
| Total               | Total | 38        | 8        | 1     | 1             | -             | -                  | 39                 | 9        |       |